# Liste der deutschen Rekorde im Bahnradsport

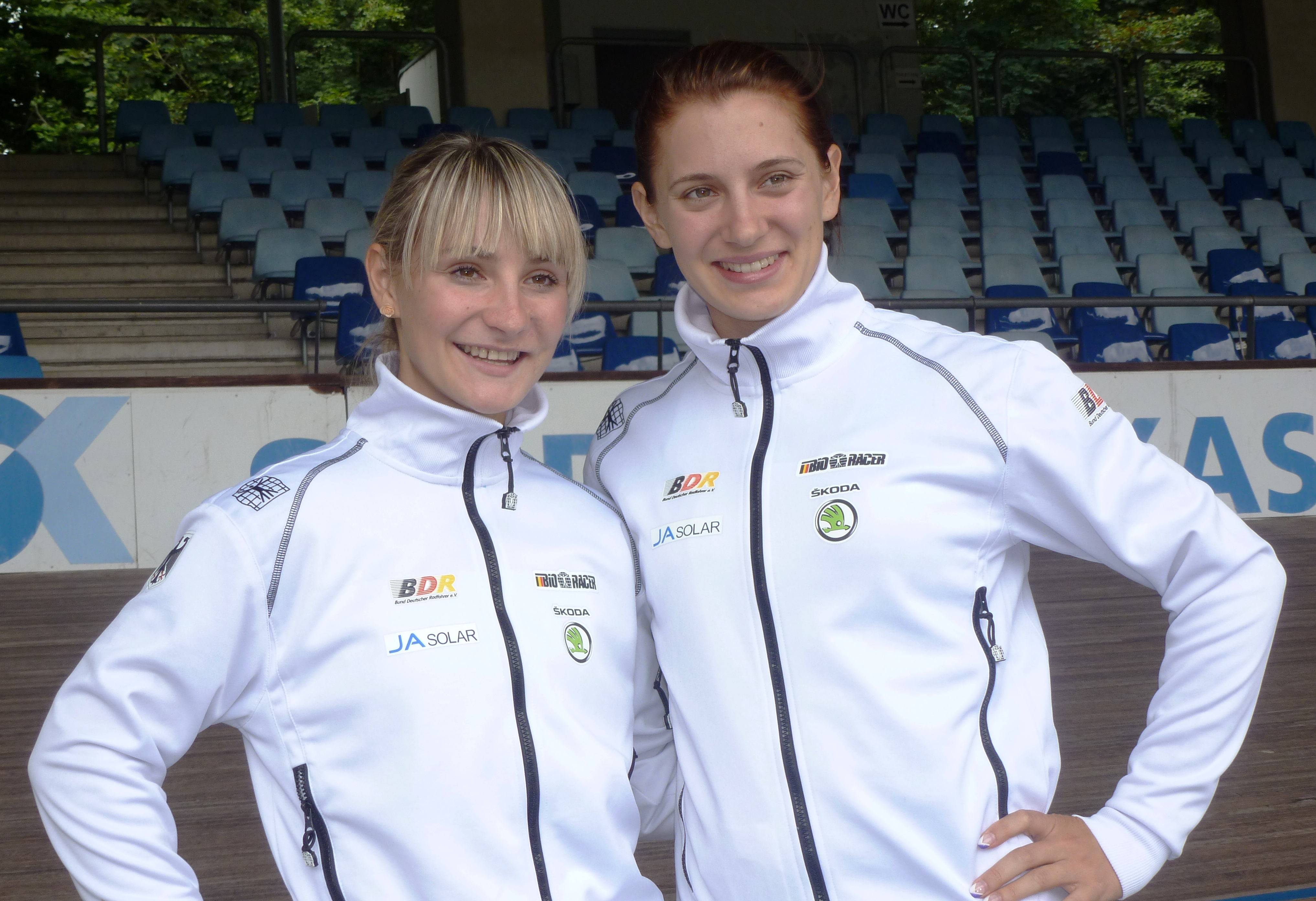
Der frühere deutsche Rekord von Kristina Vogel (l.) und Miriam Welte im Teamsprint war bis 2015 zugleich Weltrekord

Die Liste der deutschen Rekorde im Bahnradsport listet die Bestleistungen von deutschen Bahnradsportlern auf, die vom Bund Deutscher Radfahrer (BDR) anerkannt sind und sich auf heute noch ausgetragene Disziplinen beziehen. Leistungen, die gleichzeitig aktuelle Weltrekorde sind, sind mit  gekennzeichnet.
 Info: Vor dem Aktualisieren eines aktuellen Rekords zunächst den überbotenen Rekord auf der Liste ehemaliger deutscher Rekorde im Bahnradsport eintragen.

## Frauen
| Disziplin                                        | Name                                                    | Zeit           | Datum            | Ort                                                   | Veranstaltung                           |
| ------------------------------------------------ | ------------------------------------------------------- | -------------- | ---------------- | ----------------------------------------------------- | --------------------------------------- |
| 200 Meter, fliegender Start                      | Lea Sophie Friedrich                                    | 10,029 s       | 9. August 2024   | Vélodrome National de Saint-Quentin-en-Yvelines       | Olympische Sommerspiele 2024            |
| 500 Meter, stehender Start Disziplin eingestellt | Emma Hinze                                              | 32,668 s       | 13. August 2022  | Messehalle C-1 in München                             | Bahnradsport-Europameisterschaften 2022 |
| 750 m Teamsprint                                 | Lea Sophie Friedrich Emma Hinze Pauline Grabosch        | 45,377 s       | 5. August 2024   | Vélodrome National in Montigny-le-Bretonneux          | Olympische Sommerspiele 2024            |
| 1000 Meter, stehender Start                      | Clara Schneider                                         | 1:05,479 min s | 15. Februar 2025 | Sport Vlaanderen Heusden-Zolder Velodroom Limburg     | Bahnradsport-Europameisterschaften 2025 |
| 3000 m Einerverfolgung Disziplin eingestellt     | Lisa Brennauer                                          | 3:17,572 min   | 23. Oktober 2021 | Vélodrome Couvert Régional Jean Stablinski in Roubaix | Bahnradsport-Weltmeisterschaften 2021   |
| 4000 m Einerverfolgung                           | Mieke Kröger                                            | 4:33,451 min   | 15. Februar 2025 | Sport Vlaanderen Heusden-Zolder Velodroom Limburg     | Bahnradsport-Europameisterschaften 2025 |
| 4000 m Mannschaftsverfolgung                     | Franziska Brauße Lisa Brennauer Lisa Klein Mieke Kröger | 4:04,242 min   | 4. August 2021   | Izu Velodrome in Izu                                  | Olympische Sommerspiele 2020            |

## Männer
| Disziplin                    | Name                                                   | Zeit/Distanz | Datum              | Ort                                             | Veranstaltung                       |
| ---------------------------- | ------------------------------------------------------ | ------------ | ------------------ | ----------------------------------------------- | ----------------------------------- |
| 200 Meter, fliegender Start  | Luca Spiegel                                           | 9,479 s      | 7. August 2024     | Vélodrome National de Saint-Quentin-en-Yvelines | Olympische Sommerspiele 2024        |
| 500 Meter, fliegender Start  | Maximilian Levy                                        | 25,387 s     | 22. Dezember 2018  | Oderlandhalle in Frankfurt (Oder)               | Frankfurter Kreisel                 |
| 1000 Meter, stehender Start  | Maximilian Levy                                        | 57,949 s     | 7. Dezember 2013   | Velodromo Bicentenario in Aguascalientes        | Bahnrad-Weltcup 2013/14             |
| 750 m Teamsprint             | René Enders, Robert Förstemann, Joachim Eilers         | 41,871 s     | 5. Dezember 2013   | Velodromo Bicentenario in Aguascalientes        | Bahnrad-Weltcup 2013/14             |
| 4000 m Einerverfolgung       | Tobias Buck-Gramcko                                    | 4:06,232 min | 14. Mai 2022       | Mattamy National Cycling Centre in Milton       | UCI Track Cycling Nations’ Cup 2022 |
| 4000 m Mannschaftsverfolgung | Felix Groß Leon Rohde Domenic Weinstein Theo Reinhardt | 3:48,861 min | 3. August 2021     | Izu Velodrome in Izu                            | Olympische Sommerspiele 2020        |
| Stundenrekord                | Axel Dopfer                                            | 51,755 km    | 18. September 2024 | Tissot Velodrome in Grenchen                    | eigener Rekordversuch               |

## Juniorinnen
| Disziplin                                                    | Name                                                          | Zeit                            | Datum            | Ort                                               | Veranstaltung                                            |
| ------------------------------------------------------------ | ------------------------------------------------------------- | ------------------------------- | ---------------- | ------------------------------------------------- | -------------------------------------------------------- |
| 200 Meter, fliegender Start                                  | Pauline Grabosch                                              | 10,870 s ( bis 24. August 2017) | 28. Mai 2016     | Moskau                                            | Grand Prix Alexander Lesnikov                            |
| 500 m Zeitfahren                                             | Lea Sophie Friedrich                                          | 33,635 s                        | 13. Juli 2019    | Vlaams Wielercentrum Eddy Merckx in Gent          | Bahnradsport-Europameisterschaften der Junioren/U23 2019 |
| 500 Meter Teamsprint (stehender Start) Disziplin eingestellt | Pauline Grabosch Emma Hinze                                   | 33,899 s ()                     | 19. August 2015  | Saryarka Velodrome in Astana                      | Bahnradsport-Weltmeisterschaften der Junioren 2015       |
| 750 Meter Teamsprint (stehender Start)                       | Stella Müller Bente Lürmann Clara Schneider Lara-Sophie Jäger | 49,888 s                        | 23. August 20022 | Sylvan Adams National Velodrome in Tel Aviv-Jaffa | Bahnradsport-Weltmeisterschaften der Junioren 2022       |
| 3000 m Einerverfolgung                                       | Sophia Schrödel                                               | 3:41,889                        | 18. April 2025   | Oderlandhalle in Frankfurt (Oder)                 | German Cycling Sichtungsrennen                           |
| 4000 m Mannschaftsverfolgung                                 | Finja Smekal Hanna Dopjans Paula Leonhardt Friederike Stern   | 4:34,622 min                    | 10. Juli 2019    | Vlaams Wielercentrum Eddy Merckx in Gent          | Bahnradsport-Europameisterschaften der Junioren/U23 2019 |

## Junioren
| Disziplin                    | Name                                                                               | Zeit                     | Datum           | Ort                                    | Veranstaltung                                      |
| ---------------------------- | ---------------------------------------------------------------------------------- | ------------------------ | --------------- | -------------------------------------- | -------------------------------------------------- |
| 200 Meter, fliegender Start  | Max Niederlag                                                                      | 9,89 s ( bis 2016)       | 19. August 2011 | Velodrom von Krylatskoje in Moskau     | Bahnradsport-Weltmeisterschaften der Junioren 2011 |
| 750 m Teamsprint             | Timo Bichler Elias Edbauer Carl Hinze                                              | 44,995 s                 | 23. August 2017 | Velodromo Fassa Bortolo in Montichiari | Bahnradsport-Weltmeisterschaften der Junioren 2017 |
| 1000 Meter, stehender Start  | Benjamin Bock                                                                      | 1:01,088 min             | 4. Mai 2025     | Oderlandhalle in Frankfurt (Oder)      | German Cycling Sichtungsrennen                     |
| 3000 m Einerverfolgung       | Tobias Buck-Gramcko                                                                | 3:09,926 min             | 16. August 2019 | Oderlandhalle in Frankfurt (Oder)      | Bahnradsport-Weltmeisterschaften der Junioren 2019 |
| 4000 m Mannschaftsverfolgung | Deutschland Hannes Wilksch Tobias Buck-Gramcko Nicolas Heinrich Pierre-Pascal Keup | 3:58,793 min ( bis 2022) | 15. August 2019 | Oderlandhalle in Frankfurt (Oder)      | Bahnradsport-Weltmeisterschaften der Junioren 2019 |